# Castillo de Monterrey
El castillo de Monterrey (en gallego: Castelo de Monterrei) es una fortaleza-palacio, ubicada en la parroquia de Santa María de Monterrei (en el lugar de Monterrey) en el municipio de Monterrey (Orense, Galicia, España). Está situado en una colina que domina el valle del río Támega, en la confluencia de las carreteras que unen Puebla de Sanabria y Orense y a unos 28 km de Chaves (Portugal).
Es una de las fortalezas mejor conservadas de Galicia. Fue declarado Monumento Nacional el 3 de junio de 1931 y actualmente es un Bien de Interés Cultural, dentro del catálogo de monumentos del patrimonio histórico de España.

## Historia

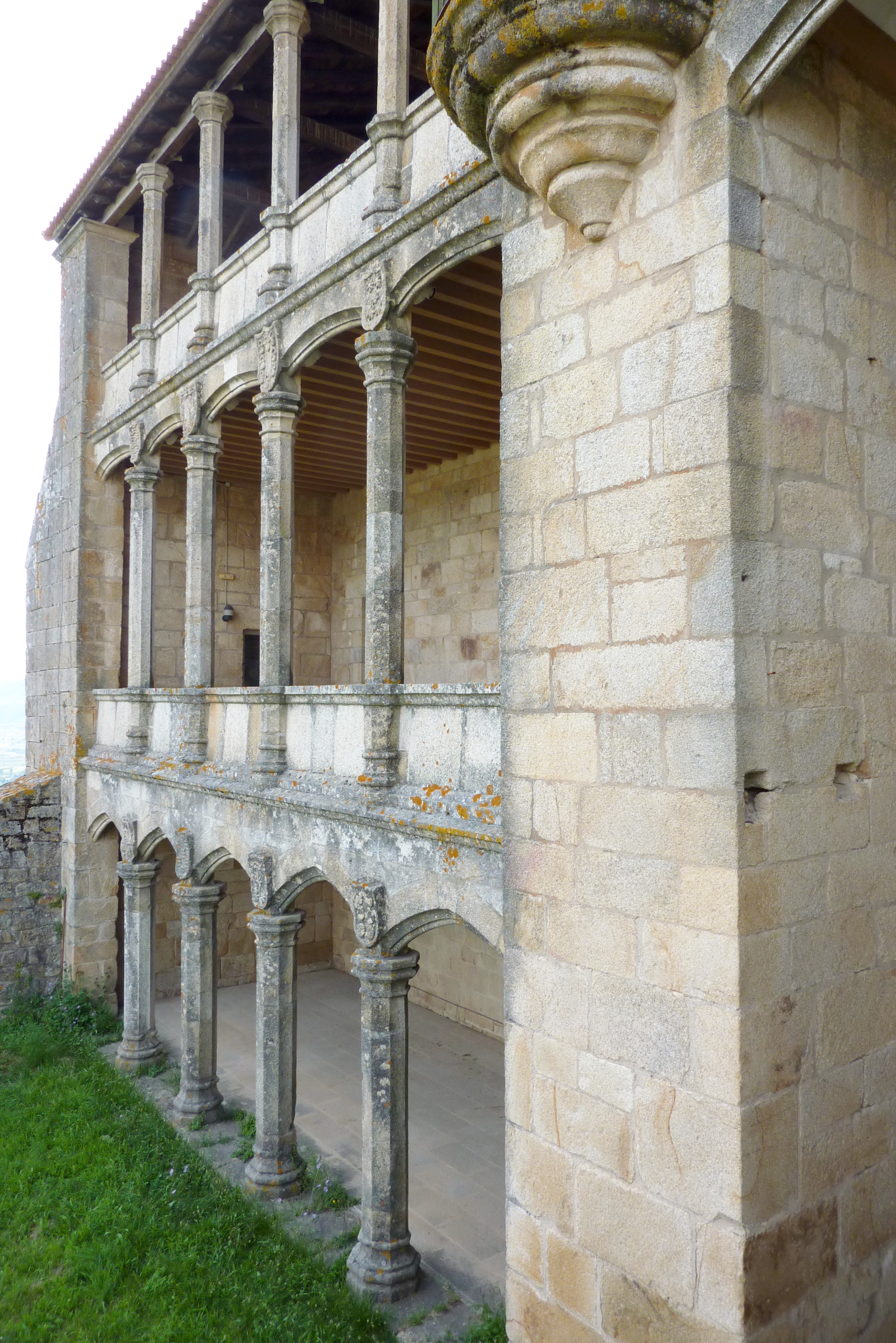
Palacio de los Condes.

La fortaleza está enclavada sobre los restos del Castro de Baroncelli o Baroncelle, y a lo largo de su historia, en su estratégico complejo se asentaron algunos de los más poderosos linajes como los Romay, Ulloa, los Zúñiga, los Viedma, los Fonseca, los Acevedo o los Duques de Alba.
Documentalmente, las primeras noticias del lugar provienen de las poblaciones asentadas en el valle a principios del siglo X y sobre el castillo, en el año 950. Fue villa del conde Hermenegildo Gutiérrez, padre de Rosendo de Celanova.
El castillo, en su configuración primaria actual sería reedificado en el siglo XII por Alfonso Henríquez, nieto del rey Alfonso VI de León y Castilla, que en 1139 sería coronado como primer rey de Portugal, pero pasaría rápidamente al reino de León y Castilla, con la firma del Tratado de Tuy en 1137, renunciando Alfonso Henríquez a las posesiones de Galicia.
La comarca, con las tierras del valle, formaba parte del señorío del monasterio de Celanova. El castillo pasó por varias manos, pero sus abades lo consideraban como una amenaza a su autoridad, por lo que buscaron la protección de la Corona, llegando a obtener del rey Alfonso IX, en 1213, un privilegio que ordenaba la demolición de las defensas del castillo, aunque no se llegó a cumplir y pasaría a dominio de la Corona.
En 1366 el castillo adquirió importancia y fue el refugio de Pedro I el Cruel en la guerra civil que le enfrentó a su hermanastro Enrique de Trastámara, reuniendo Consejo en el castillo. Pero la guerra continúa y hay una serie de alianzas entre los enfrentados. Juan Rodríguez de Viedma apoya a Enrique y queda sitiado en Allariz por Fernando de Castro, por lo que debe huir, refugiándose en el castillo, resistiendo allí a su perseguidor. Cuando la guerra civil concluye, el nuevo rey, ya Enrique II le concede el dominio de Monterrey.
Años más tarde, el rey Juan I de Castilla concedió los derechos sobre el castillo, mediante matrimonio, a Diego López de Zúñiga. Su hijo, Juan de Zúñiga, llevó el título de vizconde de Monterrey, y después la reina Juana I de Castilla, concedió el título de primer conde de Monterrey a Sancho Sánchez de Ulloa, que habría heredado su patrimonio en 1461 después de pleitear durante casi veinte años con Francisco de Zúñiga.
En 1506 se entrevistan en este lugar Felipe el Hermoso y el Cardenal Cisneros.
En la Edad Moderna fueron construidas bajo la dirección de los ingenieros de la Corona, Juan de Villarroel y Carlos de Grunemberg, dos recintos auxiliares abaluartados que defendían los existentes conventos de los franciscanos y de los jesuitas.
También aquí fue impreso el primer incunable gallego. Con la primera imprenta de tipos móviles, el 3 de febrero de 1494 fue estampado el "Missale Auriense", el primer libro publicado en Galicia y que actualmente se encuentra en la catedral de Orense. La vida cultural de esta pequeña corte nobiliaria tuvo su importancia, incluso por la enseñanza de la gramática, las artes y la teología.
En 1510 volvió a pasar a manos de la realeza hasta que Fernando el Católico la vende al arzobispo Alonso de Fonseca. En el siglo XVII por el conflicto con Portugal se modernizan las defensas, que se completan en 1711 por la Guerra de Sucesión.
Durante la Guerra de la Independencia Española, en enero de 1809 el Marqués de la Romana convierte a Monterrey en el cuartel general del Ejército de Galicia hasta que el mariscal Soult tomó la fortaleza durante la Batalla del Valle de Monterrey.

## Características
Está considerada por muchos autores como la mayor acrópolis gallega, siendo principalmente un enclave estratégico para la defensa de la frontera con el cercano Portugal. Los elementos conservados más antiguos corresponden a los años del reinado de Alfonso IX, correspondiendo la mayor parte a la época del primer conde de Monterrey, Sancho Sánchez de Ulloa.

### Recintos amurallados
Consta de tres recintos amurallados sobre una alargada loma. En el primero y más alejado del núcleo central se encuentra actualmente el Parador Nacional de Verín, y entre este y el núcleo se conserva un crucero del siglo XVII. Al segundo recinto se accede a través de una puerta flanqueada por dos cuerpos de guardia con aberturas, reforzando el resto del recinto con varios baluartes. Al último recinto se accede a través de una puerta con arco apuntado formado por grandes dovelas, siendo la mejor conservada del complejo. Sobre ella se encuentra el escudo de Monterrey, que consta de cuatro cuarteles con las armas de los Acevedo, Ulloa, Viedma y Zúñiga, y sobre ellos el escudo de los Fonseca y los Romay.

### Hospital de peregrinos

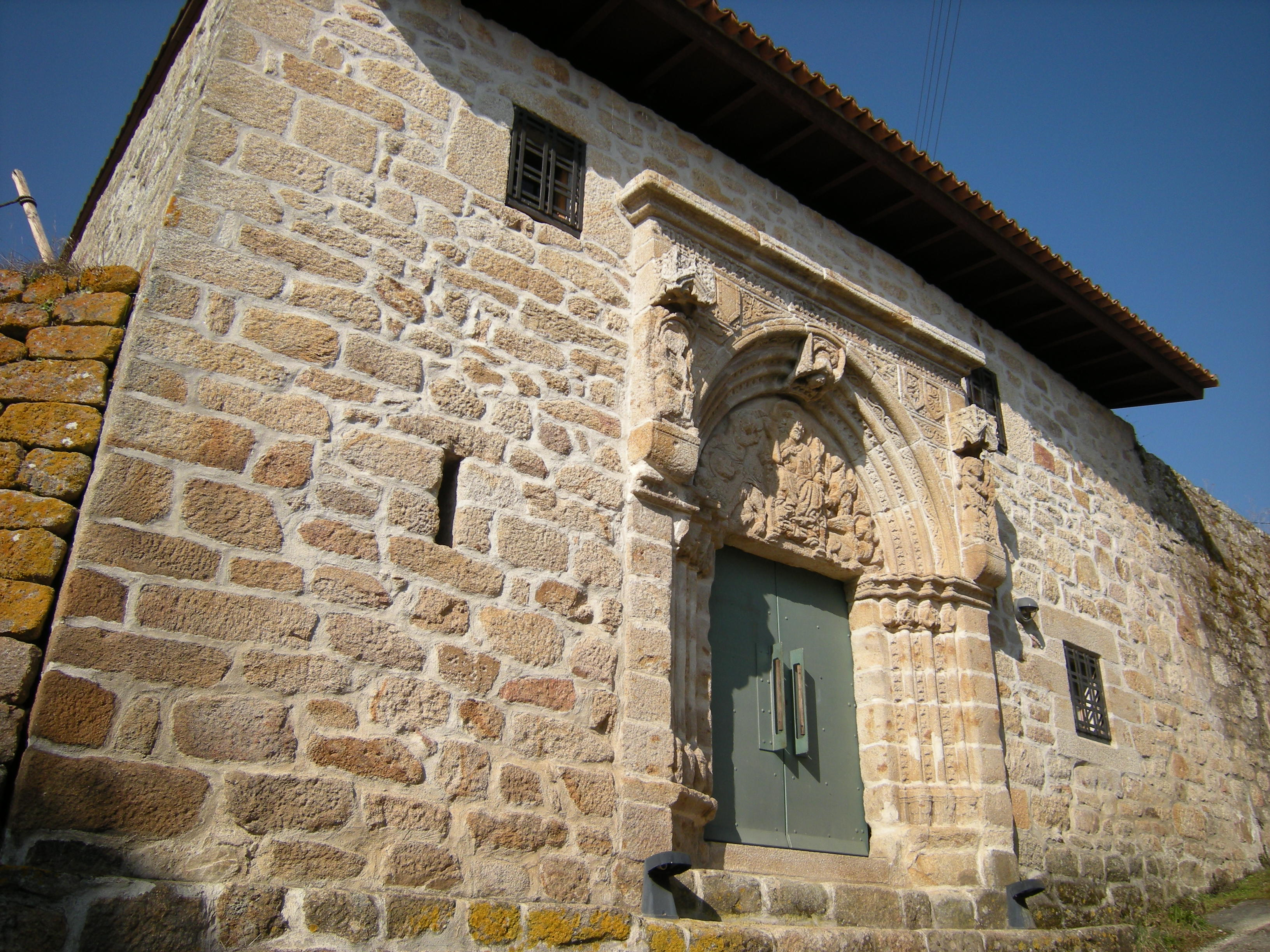
Hospital de Peregrinos.

De los edificios destacados del conjunto es el Hospital de peregrinos, fundado por Gaspar de Zúñiga Acevedo y Velasco y construido en 1391 según la fecha inscrita en el friso, por el abad Vasco Pérez. Está dedicado a la Santísima Trinidad y tiene su origen en un albergue dependiente del monasterio de Montederramo, levantado en 1327.
Se trata de un pequeño edificio de dos plantas, que fue objeto de una restauración reciente y del que apenas conserva su portada gótica, con arco de ojiva, abocinado con cuatro arquivoltas. La clave del arco está decorada con un ángel con la cabeza hacia abajo. En el tímpano se contempla un Cristo mayestático triunfante rodeado de las figuras del tetramorfos y figuras de la Anunciación bajo doseles ojivales, que representan una de las manifestaciones románicas más tardías con detalles góticos. En las enjutas, varios escudos de armas de fundador.

### Castillo
Situado dentro del último recinto, su puerta de acceso está situada en la plaza de Monterrey. Esta puerta se remata con arco de medio punto y presenta los escudos de los condes. Está flanqueada por dos torres cilíndricas, parcialmente conservadas, con aspilleras.
A través de esta puerta se accede al patio de armas, donde se conserva un pozo y un túnel que servía de aljibe y que una leyenda decía que comunicaba con la Atalaya. Durante las obras de restauración llevadas a cabo en los últimos años se ha tapado la entrada del túnel. Se mantiene la boca del pozo, de 14 metros de profundidad. En el lado oeste de la muralla se conservan restos de grandes hornos de piedra.

### Torre del homenaje
Uno de los elementos más destacables que se conservan en el castillo es la torre del homenaje, construcción del siglo XV, también conocida como "Torre de Don Sancho", levantada por el primer conde de Monterrey en la época de los Reyes Católicos. Se trata de una construcción de planta cuadrada construida con piedra de granito bien cincelada, perfectamente encuadrada y con 22 metros de altura. En sus bloques se observan gran cantidad de marcas de cantero.
Sobre su puerta de acceso, que se encuentra a la altura del primer piso y al que se accede por un puente levadizo, se puede contemplar el escudo de los Ulloa y los Zúñiga, flanqueado por grifos y con la siguiente inscripción en el dintel:

(...) Esta / Torre mandaron faser Don Sa(n)cho de Ulloa / e Dona Teresa De Zúñiga su muger conde / e condesa de Mo(n)terrey. acabose an(n)o de / mil e CCCC e LXXX e II an(n)os

Se conserva en buen estado al haber sufrido pocas alteraciones durante la Edad Moderna, excepto por la forma de las aberturas que permitían la salida de los cañones.
Por el interior, una amplia escalera permite el acceso a los diferentes pisos en los que se pueden ver diferentes aberturas y una chimenea. En el piso superior una estrecha escalera de piedra sirve de acceso a la terraza desde donde se contempla el amplio territorio circundante. La terraza, abierta, está rematada por una barbacana compuesta por ocho cubos redondos, situados en sus extremos y en la mitad de los lados laterales.

### Palacio de los Condes y Torre de las Damas

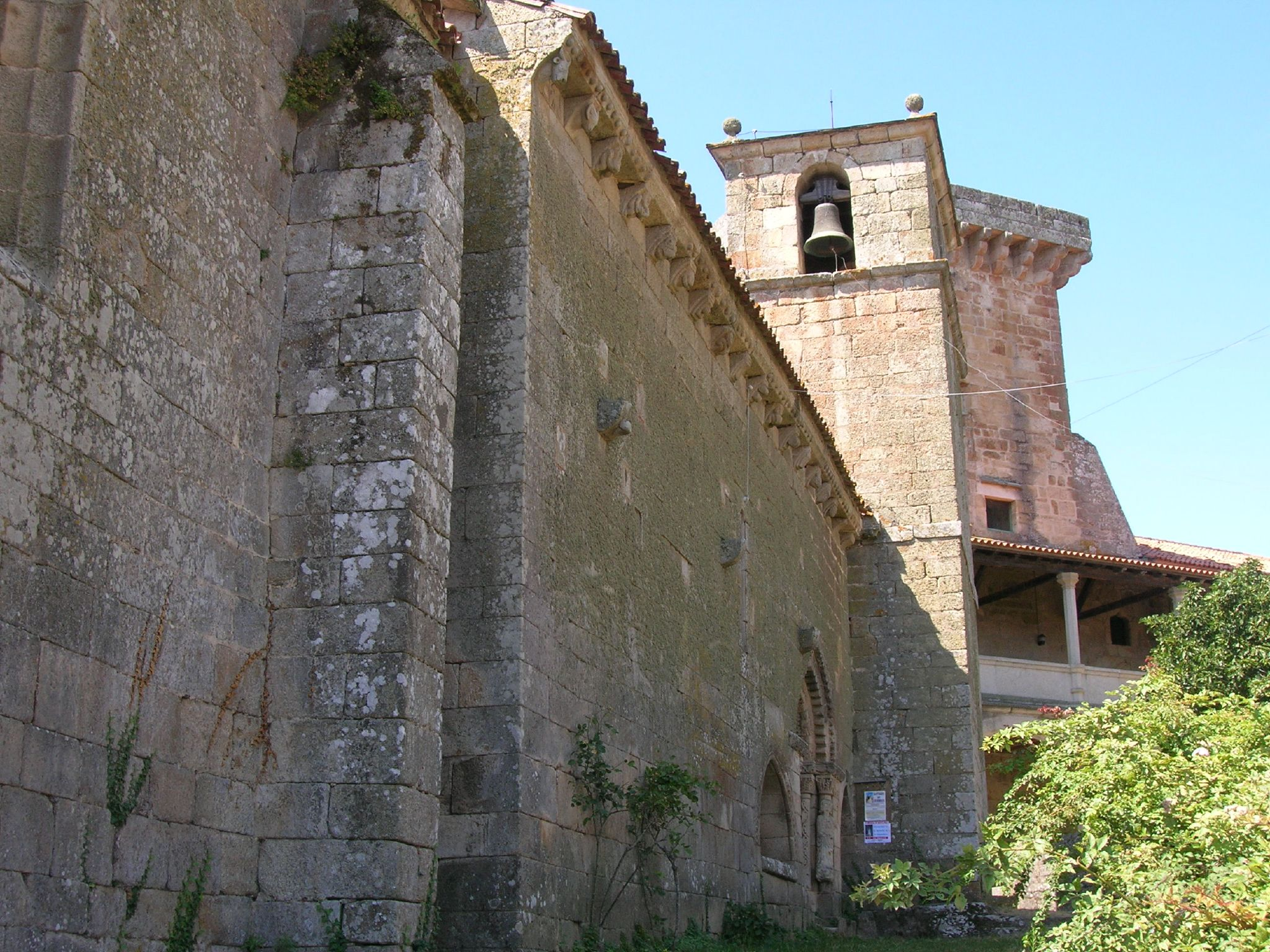
Iglesia de Santa María de Gracia y Torre de las Damas.

El Palacio de los Condes ha sido recientemente restaurado y conserva en buen estado sus galerías y patios. Fue construido entre los siglos XV y XVII en estilo renacentista. Se encuentra en el lado derecho del patio de armas, y forma un conjunto armónico con la adosada Torre de las Damas, de finales del siglo XIII o comienzos del siglo XIV, siendo el elemento más antiguo del conjunto. Posiblemente fuese la antigua torre del homenaje, siendo sus dimensiones más pequeñas que la actual.
El palacio se abre al patio dividido en dos plantas, la inferior con arcada de arcos rebajados con columnas, decoradas con escudos de diferentes linajes que poseyeron la plaza-fuerte. La planta superior tiene el mismo número de columnas, y sobre ellas se apoya directamente la cubierta.
La fachada sur presenta el mismo esquema constructivo, pero con soluciones adaptadas a los diferentes niveles del suelo. En el piso inferior, los arcos están ligeramente apuntados. La fachada oeste está integrada en la muralla defensiva.

### Iglesia de Santa María de Gracia

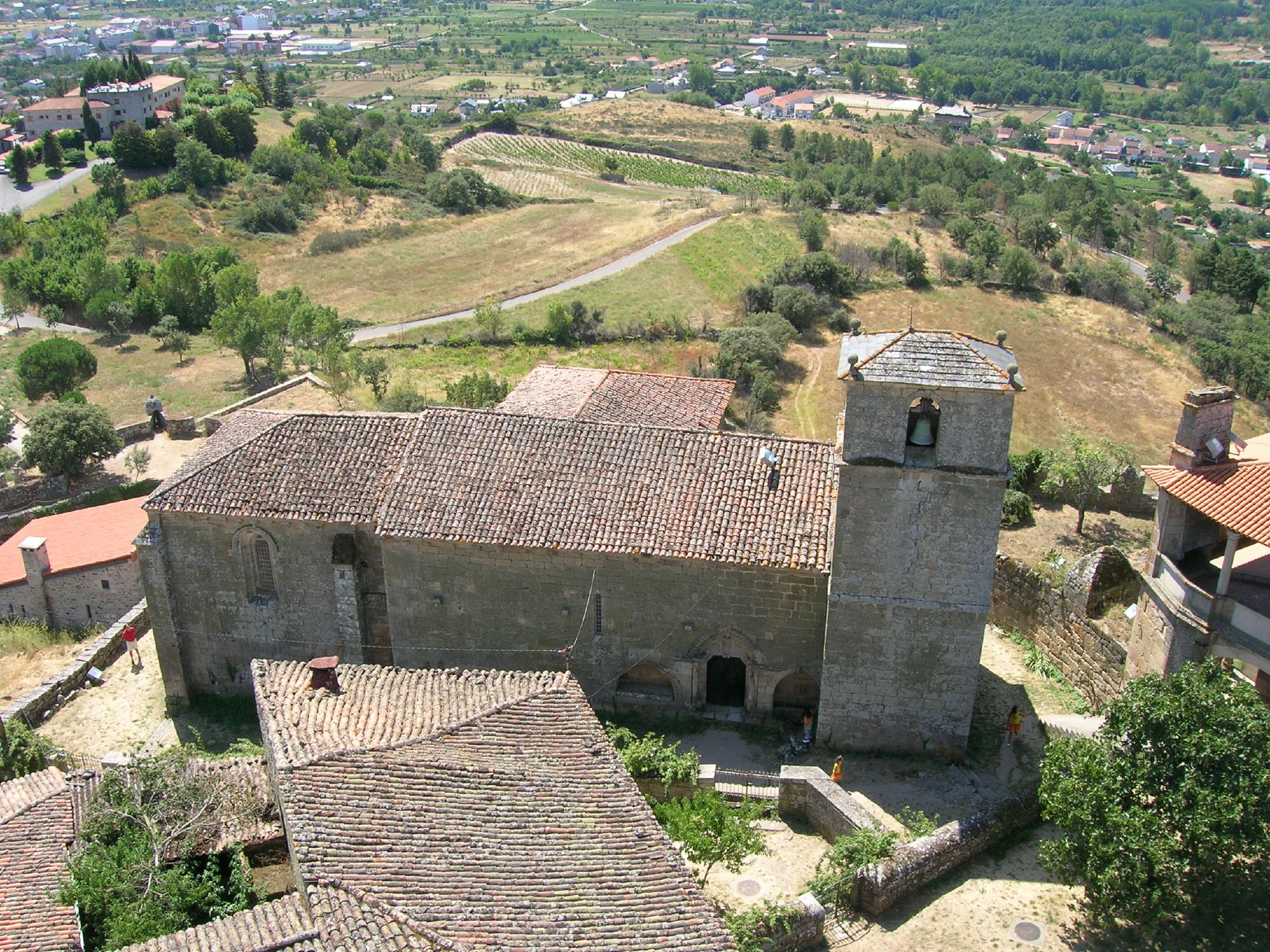
Iglesia de Santa María de Gracia.

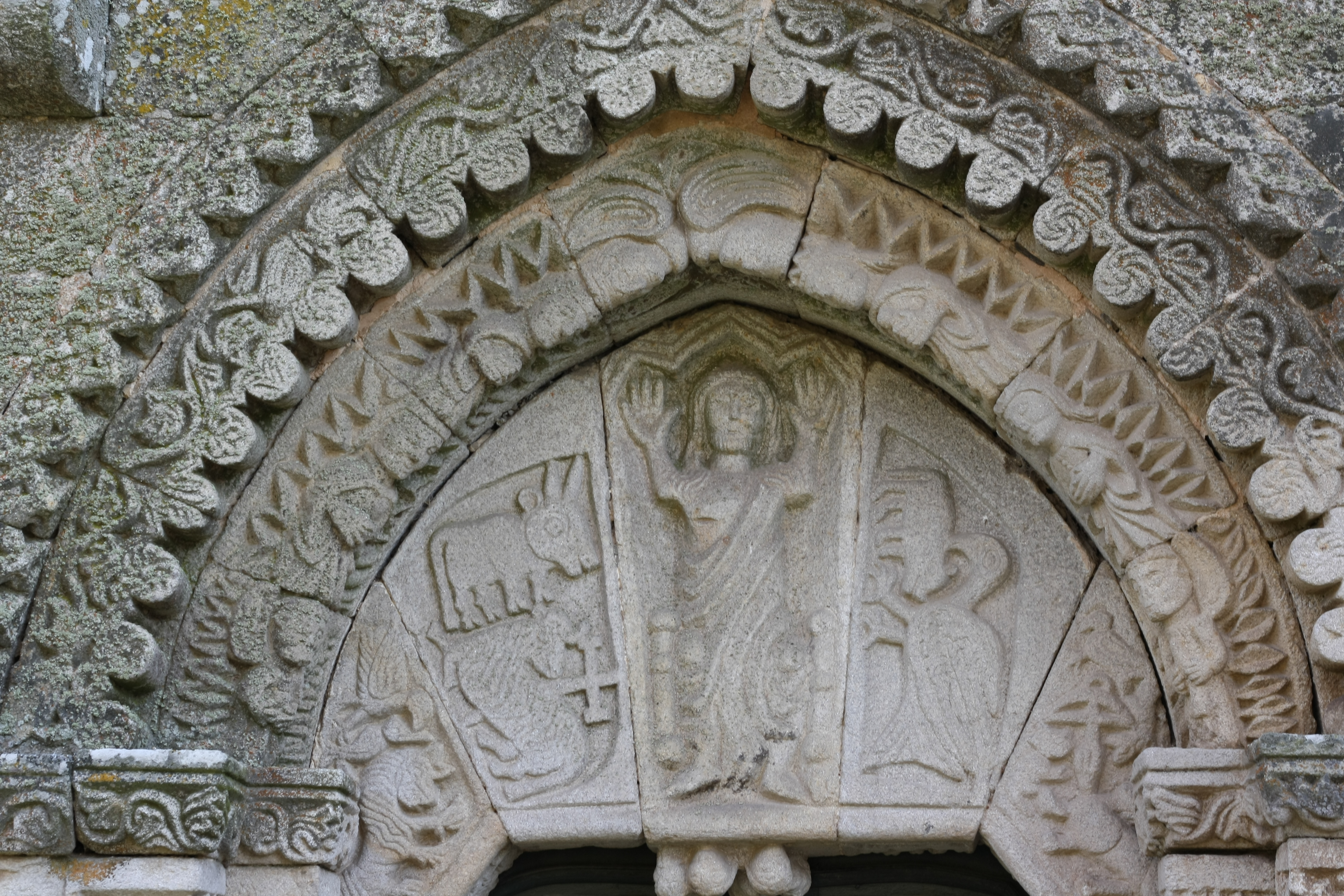
Tímpano de la iglesia.

La iglesia de Santa María de Gracia fue erigida en el siglo XIII, o la primera mitad del siglo XIV en estilo románico de transición al gótico. Se inserta en el complejo a través del muro lateral sur de la nave. Dispone cubierta de madera y ábside rectangular, cubierto con bóveda de crucería. El ábside no está alineado con la nave por la irregularidad del terreno sobre el que se asienta. En el siglo XVII, durante las obras para la ampliación de las defensas, el ábside se vio reforzado por medio de fuertes pilares. La fachada es de factura más moderna. En el muro exterior norte aparece la marca de la vara de medir gallega.
La torre del campanario, situado en la esquina noroeste, fue construido entre 1660 y 1661, como se indica en una inscripción conservada en la base. La puerta lateral de la fachada norte cuenta con un arco y triple arquivolta apuntada en jambas sobre columnas, buen exponente de la transición del románico al gótico. En el tímpano aparece Jesucristo bendiciendo con ambas manos, rodeado de figuras del tetramorfos, zoomórficas y mitológicas.
En el interior conserva arcos sepulcrales y la capilla de los Condes abierta al muro sur, conservándose pinturas de finales del siglo XIV y un retablo gótico pétreo, con Cristo triunfante bendiciendo y doce escenas de la pasión, inscritas en rectángulo. También puede contemplarse una Virgen embarazada y varias veneras que representan el Camino de Santiago. El arco triunfal es ojival y descansa sobre grupos de dos columnas.

### La Atalaya
En el extremo oeste del conjunto se encuentran las ruinas de un edificio de planta cuadrangular construido en el siglo XVII con el fin de defender la acrópolis desde este flanco. Se conserva parte de sus altos muros y algunas garitas. Junto a ella se encuentra una fuente.

## Galería de imágenes

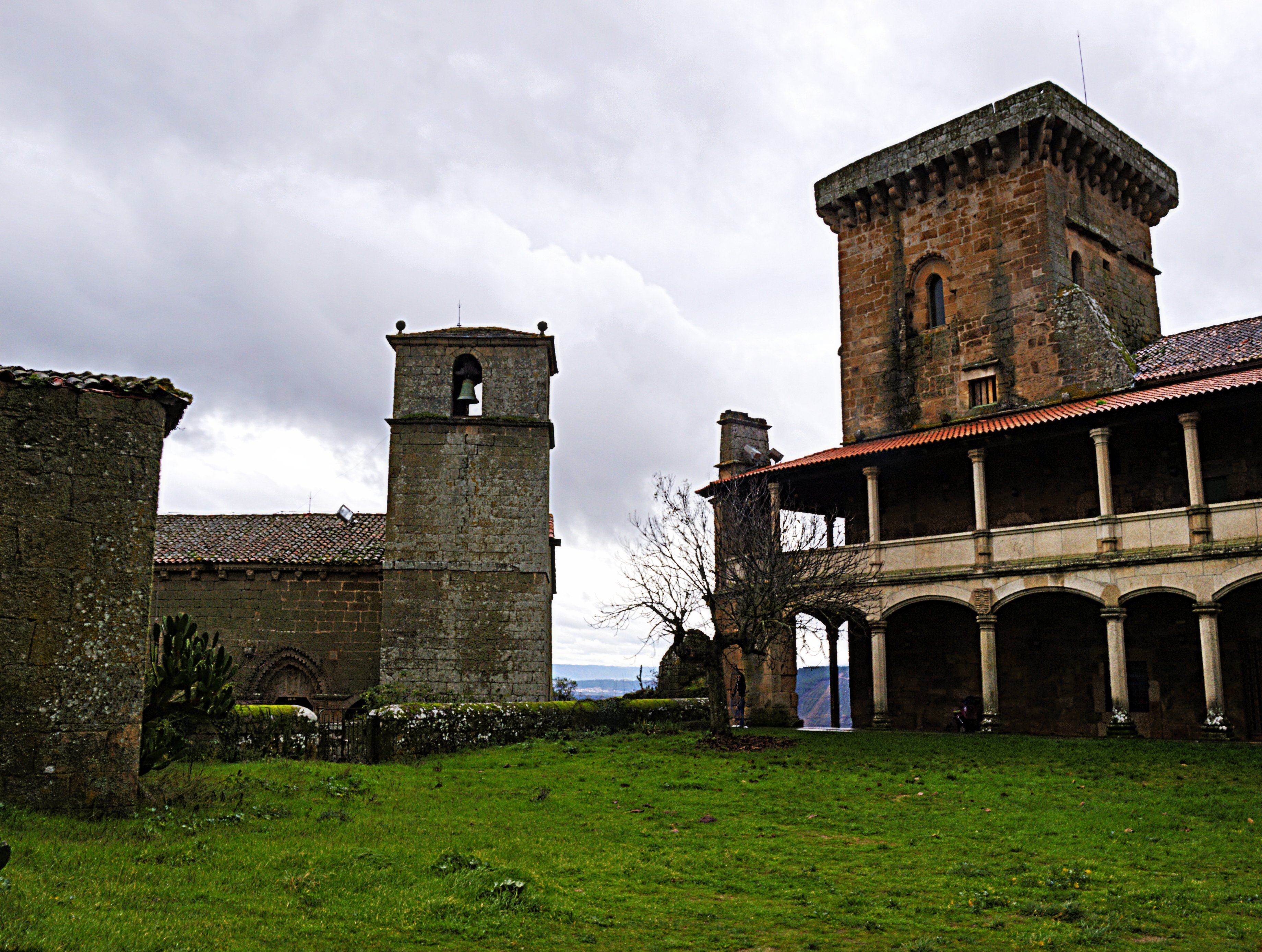
Patio interior con la iglesia de Santa María de Gracia a la izquierda y el palacio a la derecha.
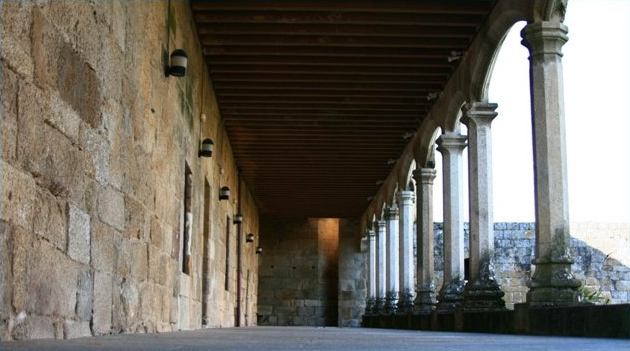
Palacio. Galería de arcos.
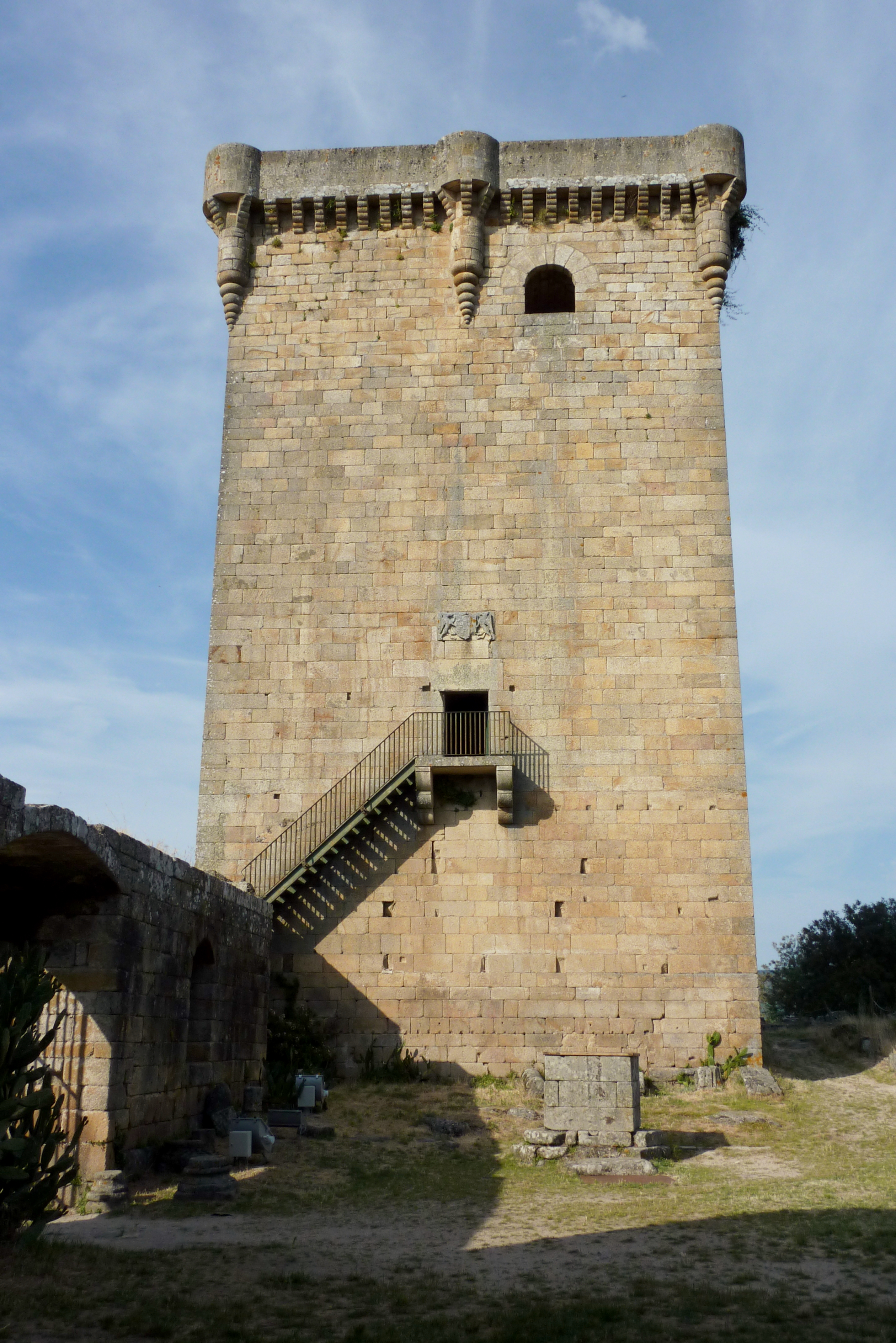
Torre del homenaje.
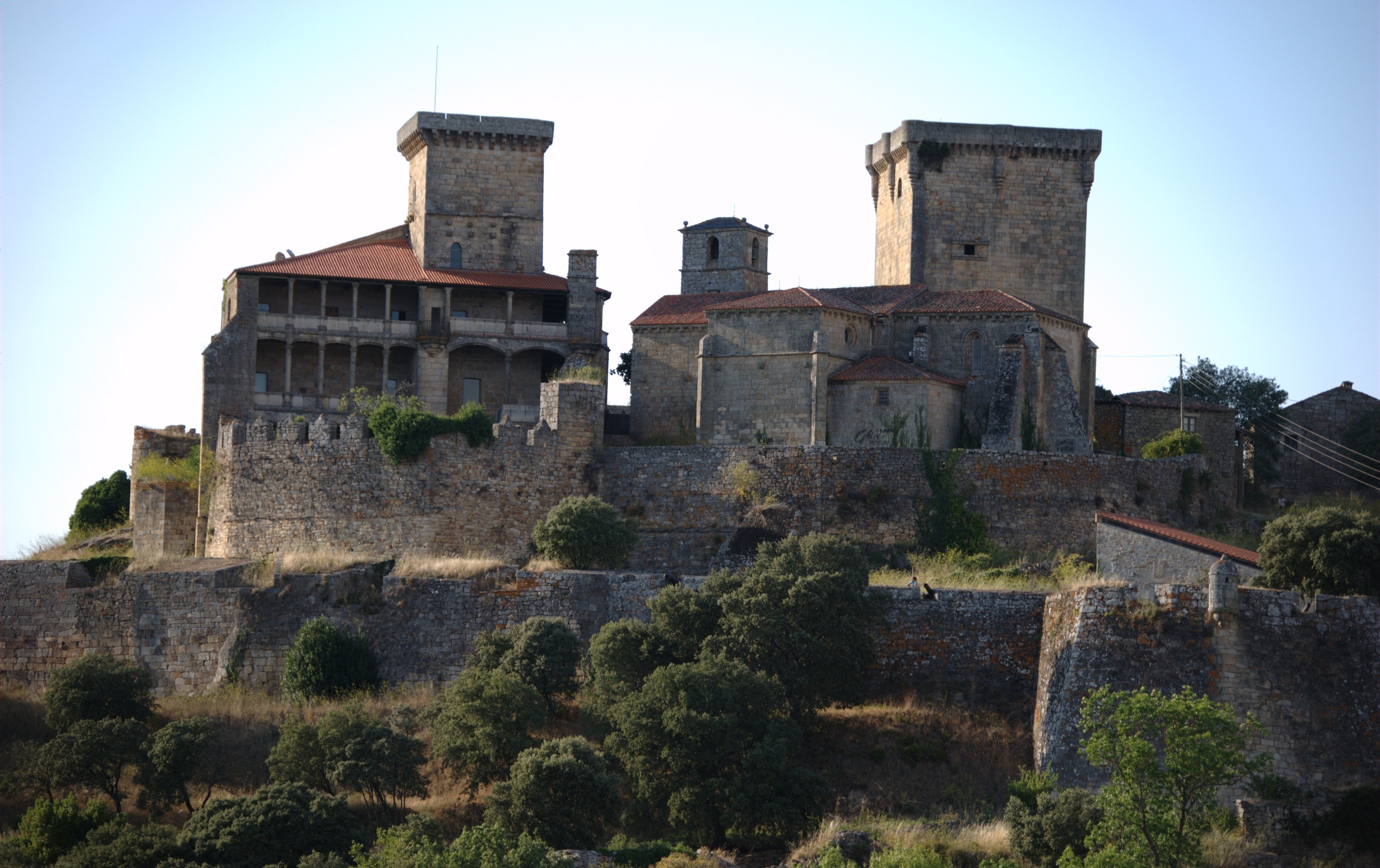
Vista del complejo de la fortaleza-palacio.

## Uso actual
El 9 de mayo de 2014 el ayuntamiento de Monterrey autorizó las obras en el castillo para convertirlo en un Parador de Turismo. La Junta de Galicia construyó el hotel a pesar del informe en contra del Consello da Cultura Galega pero en 2016 el Tribunal Supremo declaró ilegales las obras.